# 草道島村
草道島村（そうどうじまむら）は、かつて岐阜県安八郡に存在した村である。現在の大垣市草道島町に該当する。

## 歴史
- 1889年（明治22年）7月1日 - 町村制により草道島村が発足。
- 1897年（明治30年）4月1日 - 四成村、加納村、南方村、西保村、中沢村と合併し南平野村が発足。同日草道島村は廃止。
- 1954年（昭和29年）4月1日 - 南平野村が分割され、旧・草道島村と旧・四成村の一部（青木）が不破郡赤坂町に編入される。残部は安八郡神戸町に編入される。
- 1967年（昭和42年）9月1日 - 赤坂町が大垣市に編入され、旧・草道島村の地域は大垣市草道島町となる。